# Opuntia quimilo
Opuntia quimilo es una especie fanerógama perteneciente a la familia Cactaceae. Se encuentra en el centro-norte de Argentina y es generalizada en Bolivia.

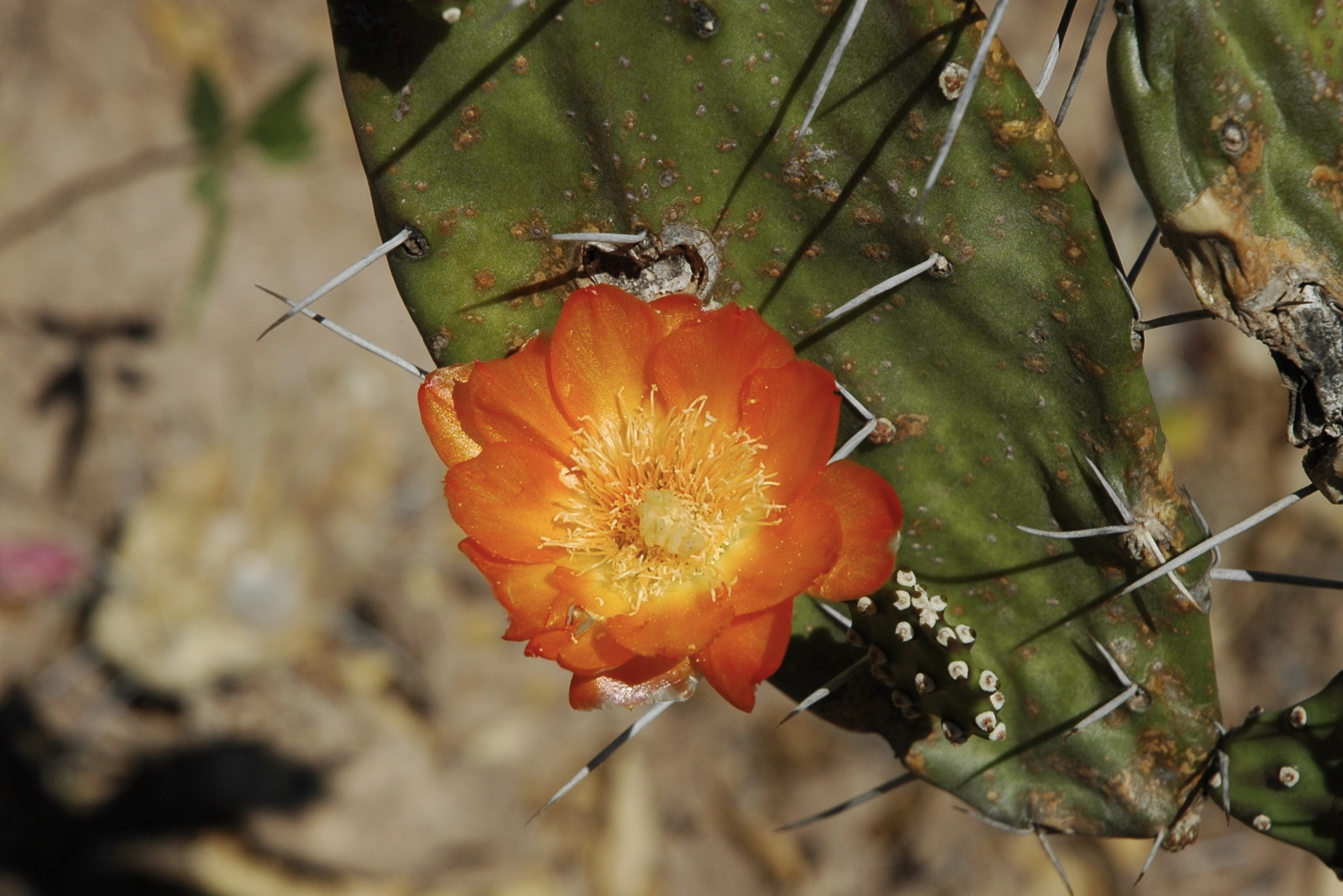
Vista de la flor

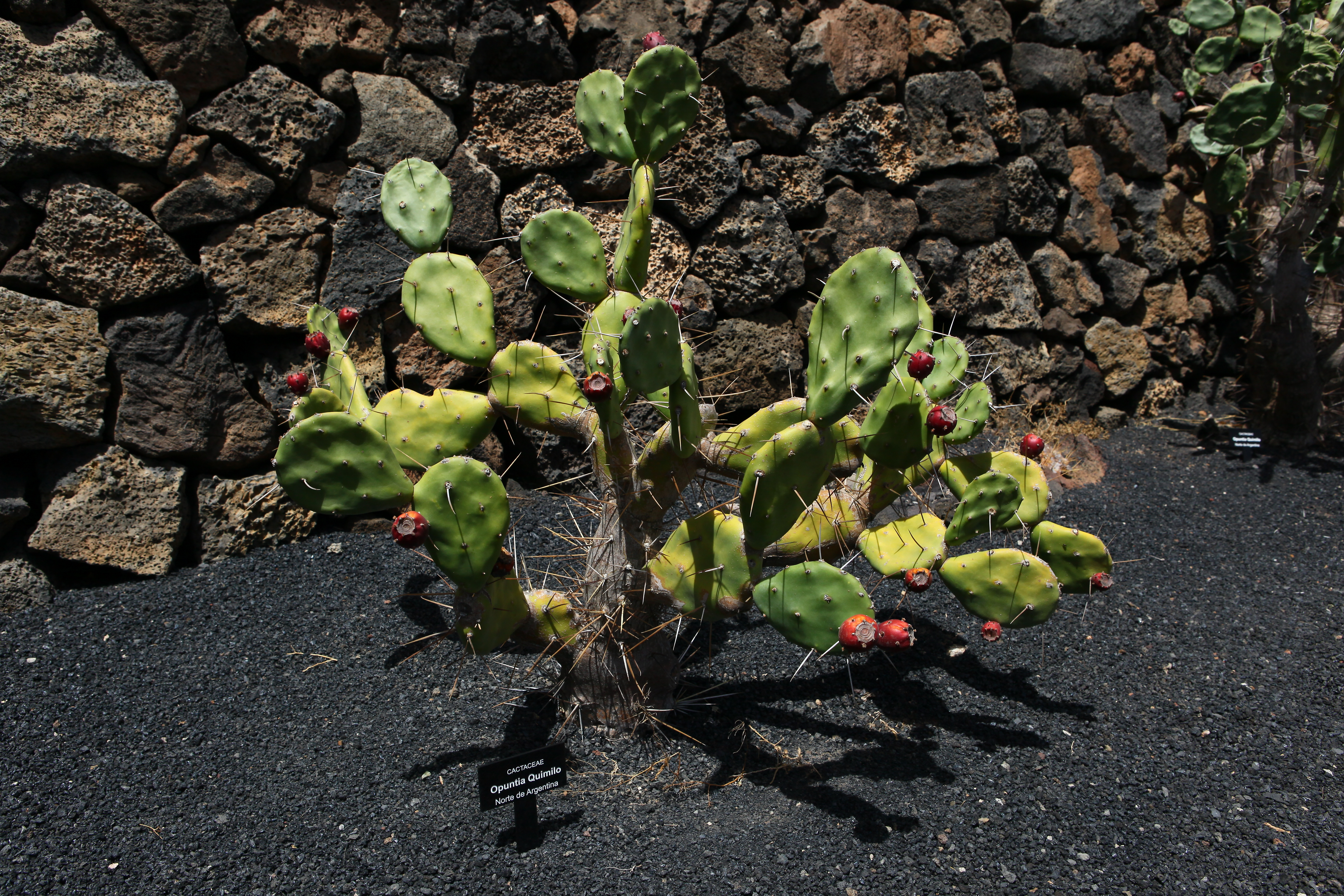
Planta joven

## Descripción
Opuntia quimilo crece como un árbol con muchas ramas, con un tallo claramente identificable y alcanza una altura de hasta diez metros. Las grandes secciones, elípticas a oblongas son brillantes de color gris verdoso, miden hasta 50 centímetros de largo, 25 centímetros de ancho y de 2 a 3 cm de espesor. Las areolas son grandes y distintiva, extendiéndose por la columna rígida (a veces dos o tres están presentes) son blancas, rectas o torcidas, y de 7-15 cm de largo. Las flores, que son rojas o anaranjadas, tienen un diámetro de hasta 7 centímetros. Los frutos tienen forma de pera para esféricas, son de color amarillo verdoso y de 5 a 7 cm de largo.

## Ecología
Es polinizada por abejas de los géneros:  Arhysosage, Augochloropsis, Megachile, Lithurgus, Xylocopa, Tetrapedia, Melipona y los tipos Ptilothrix tricolor, Diadasia patagonica, Bombus morio, Apis mellifera y Polybia ignobilis. También por los colibríes , Heliomaster furcifer y Chlorostilbon lucidus son polinizados.

## Taxonomía
Opuntia quimilo  fue descrita por Karl Moritz Schumann y publicado en Gesamtbeschreibung der Kakteen 746. 1898.
Etimología
Opuntia: nombre genérico  que proviene del griego usado por Plinio para una planta que creció alrededor de la ciudad de Opus en Grecia.
quimilo: epíteto que deriva del nombre común "quimilo" empleado por los lugareños para describir la especie.
Sinonimia
- Opuntia distans Britton & Rose
- Platyopuntia quimilo (K. Schum.) F. Ritter

## Nombre común
- Español: Quimilo